# David Readman

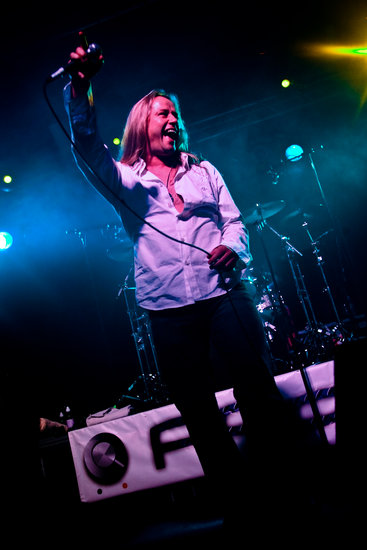
David Readman 2008

David Readman (* 6. Juli 1970 in Burnley, England) ist ein britischer Musiker und Sänger. Bekannt wurde er durch den Gesang bei Pink Cream 69.

## Biografie
Mit 15 verließ Readman die Schule und sang in mehreren Bands, die jedoch erfolglos blieben. 1989 schrieb er sich auf einem Music College in Colne ein, um professioneller Sänger zu werden. 1991 hatte er das College abgeschlossen und bewarb sich um den Sangesposten bei den Gitarristen Adrian Smith, Thomas McRocklin und Misha Calvin. Für letzteren zog er nach London, die Demos wurden später ohne Einwilligung von Readman veröffentlicht.
Er ersetzte 1994 bei Pink Cream 69 Sänger Andi Deris, der zu Helloween gewechselt war. Neben seiner Tätigkeit bei dieser Band ist er in zahlreichen Projekten involviert.
Von 2000 bis 2004 sang er außerdem bei der französischen Progressive-Metal-Band Adagio. 2002 sang er in der Rockoper Missa Mercuria. Am 31. August 2007 erschien sein erstes, selbstbetiteltes Soloalbum unter dem italienischen Label Frontiers Records.
Am 5. Dezember 2008 erschien das Debütalbum von Voodoo Circle, einem Projekt mit Matt Sinner, Mel Gaynor, Jimmy Kresic (Relax) und Alex Beyrodt (ex-Primal Fear, Silent Force, ex-Sinner).
Seit 2008 ist Readman auch als Produzent tätig. Er produzierte für die Gruppe Sons of Sounds das Album „Brutality of Life“. Außerdem ist er seit 2008 Frontmann der Whitesnake-Tribute-Band Quitesnake und seit 2010 Sänger der Coverband Moby Dick.
Ab September 2012 sang Readman auch für Demon’s Eye. Er teilte sich dort den Sängerposten mit Doogie White, dem ehemaligen Sänger von Ritchie Blackmores früherer Band Rainbow. Seit Ende 2016/Anfang 2017 ist Readman nicht mehr als Sänger dabei.
Ab dem Frühjahr 2015 sang Readman bei der Band Almanac, die Victor Smolski gründete, nachdem er die Band Rage verlassen hatte. Hier sang Readman zusammen mit Andy B. Franck (Brainstorm) und Jeannette Marchewka. Die beiden Sänger David Readman und Andy B. Franck stiegen Anfang 2018 aus.
2017 gründete er mit Bodo Schopf (Ex-Michael-Schenker-Group) die Gruppe „Pendulum of Fortune“, die 2017 ihr Debütalbum veröffentlichte. 2018 stieß Gitarrist Matthias Erhardt der AC/DC-Coverband The Jack zur Band, mit dem im März 2019 das zweite Album Return to Eden veröffentlicht wurde.
Im Oktober 2020 stieg Readman wieder als Sänger für die Band Voodoo Circle ein. Im Januar 2021 wurde das neue Album Locked & Loaded veröffentlicht.

## Diskografie

### Solo- und Kollaborationsalben
- 2006: Andersen / Laine / Readman – III
- 2007: David Readman – Same

### Mit Pink Cream 69
- 1995:  Change
- 1997: Food for Thought
- 1997: Live
- 1998: Electrified
- 2000: Mixery EP
- 2000: Sonic Dynamite
- 2001: Endangered
- 2004: Thunderdome
- 2007: In10sity
- 2009: Live in Karlsruhe
- 2013: Ceremonial
- 2017: Headstrong

### Mit Adagio
- 2001: Adagio Sanctus Ignis
- 2003:Underworld
- 2004: A Band in Upperworld

### Mit Pendulum of Fortune
- 2017: Searching for the God Inside
- 2019: Return to Eden

### Mit Room Experience
- 2015: Room Experience
- 2020: Another Time and Place

### Gastbeiträge
- 1995: Misha Calvin – Evolution II
- 1998: D.C. Cooper – Same (Background-Gesang)
- 2000: Silent Force – The Empire of Future (Background-Gesang)
- 2002: Missa Mercuria – Same
- 2005: Place Vendôme – Same (Songwriting)
- 2007: Eden’s Curse –  Eden’s Curse  (Background-Gesang)
- 2008: Sons of Sounds – Brutality of Life (Produktion, bei einigen Songs Backings)
- 2009: Delany – Blaze and Ashes (Gastgesang)
- 2010: Thomas Blug – Blug Plays Hendrix Live
- 2012: Help! for Japan (Benefiz-Single mit diversen Sängern)
- 2013: Sinner – Touch of Sin 2 (Gastgesang)
- 2013:  Magnus Karlsson's Free Fall – Magnus Karlsson's Free Fall (Gastgesang)
- 2014: Thomas Zwijsen – Nylonized
- 2015: Luca Turilli’s Rhapsody – Prometheus (Symphonia Ignis Divinus) (Gastgesang)
- 2015: Room Experience – Room Experience
- 2015: Magnus Karlsson's Free Fall – Kingdom of Rock (Gastgesang)
- 2015: Thomas Blug & das Saarländische Staatsorchester – Pop Meets Classic
- 2016: Almanac – Tsar
- 2015: Luca Turilli’s Rhapsody – Prometheus (The Dolby Atmos Experience) + Cinematic And Live (Gastgesang)
- 2017: Almanac – Kingslayer
- 2017: Eden’s Curse –  Eden’s Curse Revisited (Background-Gesang)